# غاياتري آير
غاياتري آير (بالإنجليزية: Gayathri Iyer)‏ والمعروفة أيضا باسم أورميلا غاياتري (Urmila Gayathri) هي ممثلة أفلام هندية وعارضة من ولاية كيرالا، والمعروفة في الساحة الفنية التابعة للكانادا، التيلجو والبنغالية.

## الحياة الشخصية
ولدت آير وعاشت في كوتشي، ولها جذور في تيرونلفلي. وقد درست الهندسة الميكانيكية إلى جانب التمثيل وعرض الأزياء والرقص. وقد خضعت أيضا لتدريب التايكواندو والفنون الكورية للدفاع عن النفس.